# Tengiomyces indicus
Tengiomyces indicus är en svampart som först beskrevs av Varghese & V.G. Rao, och fick sitt nu gällande namn av Réblová 1999. Tengiomyces indicus ingår i släktet Tengiomyces och familjen Helminthosphaeriaceae.   Inga underarter finns listade i Catalogue of Life.